# Mănăstirea Sfântul Gheorghe din Hozeva
Mănăstirea Ortodoxă Sfântul Gheorghe din Hozeva sau, oficial, Mănăstirea Sfinților Gheorghe și Ioan Iacob din Hozeva, este o mănăstire situată în Wadi Qelt, în partea de est a Cisiordaniei, în Teritoriile Autorității Palestiniene. Este o mănăstire construită în secolul VI într-un perete de stâncă, cu capelă antică și grădini, locuită și azi de călugări ortodocși. La ea se ajunge traversând un pod pietonal peste Wadi Qelt, despre care mulți cred că ar fi "valea umbrei morții" din Psalmul 23. Valea este paralelă cu vechiul drum roman ce ducea la Ierihon, locul unde se petrece acțiunea din pilda bunului samaritean (Luca 10:29-37). Mănăstirea este deschisă pentru pelerini și vizitatori.

## Istorie

### Perioada bizantină
Viața monahală a viitorului loc al Mănăstirii Sf. Gheorghe  a început în jurul anului 420 d.Hr. ca o lavră, cu câțiva călugări care au căutat  experiența de profeți în deșert, și s-au stabilit într-o peșteră în care credeau că proorocul Ilie a fost hrănit de corbi  (Regi 17:5-6]). Pustnicii care trăiau în peșterile din stâncile din jur, s-ar fi întâlnit în mănăstire pentru o slujbă săptămânală și prânz comun.
În 480 d. Hr., mănăstirea a fost fondată de către Ioan din Teba, care s-a mutat aici venind din Egipt (provincie romană).
Mănăstirea a devenit un important centru spiritual în secolul VI sub Sfântul Gheorghe din Hozeva. Mănăstirea a fost numită după Sf. Gheorghe, cel mai faimos călugăr care a trăit aici. Distrusă în 614 de către perșii sasanizi, mănăstirea a fost mai mult sau mai puțin abandonată după ce perșii au „măturat” valea și i-au masacrat pe cei paisprezece călugări care locuiau acolo.

### În timpul Cruciaților
Manuel I Comnen a făcut unele restaurări în 1179, și, conform unei inscripții, împăratul Frederick al II-lea al Sfântului Imperiu Roman a mai făcut și el restaurări în 1234.

### Perioada modernă
Mănăstirea a fost reînființată în anul 1878, și, de atunci, a fost în grija următorilor călugări sau stareți:
- Părintele Calinic
- Părintele Amfilohie (născut 1913, a murit în 1986)
- Părintele Antonie Iosifidis (d. 1993)
- Părintele Gherman (Ghiorghios Țibukțakis; d. 2001)
- Părintele Constantin (actualul stareț, din 2018).

În 1878, un călugăr grec, Calinic, s-a stabilit aici și a restaurat mănăstirea, terminând-o în 1901.
Călugărul-preot român, Părintele Ioan, născut Ilie Iacob în 1913, a plecat din schitul românesc de pe Râul Iordan, unde a fost stareț din 1947, și s-a mutat, în 1952, la  Mănăstirea Sfântul Gheorghe din Hozeva împreună cu discipolul său, Ioanichie Pârâială. În vara următoare, cei doi s-au retras în Peștera Sfânta Ana din apropiere, din care Părintele Ioan n-a mai plecat niciodată. Afectat de boală, a murit după șapte ani, în 1960. În 1992 a fost declarat sfânt de către Biserica Ortodoxă Română și, în 2015, a fost recunoscut ca atare de către Patriarhia Ortodoxă Greacă a Ierusalimului. Numele său a fost adăugat la numele mănăstirii și corpul său este expus în fața bisericii mănăstirii. El este cunoscut ca Sfantul Ioan (Iacob) cel Nou, Românul, sau de Neamț, Hozevitul.
Părintele Gherman, a venit la Mănăstirea Sfântul Gheorghe din Hozeva în 1993 și a trăit acolo până când a fost ucis de teroriștii arabi din Intifada Al-Aqsa în anul 2001. Pentru mulți ani, el a fost singurul ocupant al mănăstirii, unde a fost numit stareț în anul 2000. După exemplul călugărilor din antichitatea târzie din Wadi Qelt, Părintele Gherman a oferit ospitalitate vizitatorilor, a îmbunătățit calea de piatră folosită de pelerini pentru a urca la mănăstire, a reparat apeducte și a refăcut grădinile umbroase și livezile de măslini. 

## Tradiții religioase și Moaștele sfinților
Tradițiile legate de mănăstire includ o vizită a proorocului Ilie în drum spre Peninsula Sinai; Sfântul Ioachim, a cărui soție , Ana era stearpă, plângea aici când un înger i-a dat de știre despre zămislirea Fecioarei Maria.
Moaștele a trei sfinți strâns legate de Hozeva - cele ale lui Ioan Tebeul, ale lui Gheorghe Hozevitul și ale lui Ioan Românul - sunt păstrate în biserica mănăstirii.
Oase și cranii ale călugărilor martirizați de perși în 614 sunt păstrate astăzi într-o capelă în afara zidurilor mănăstirii.